# Pays de Thiérache
Le Pays de Thiérache est un pôle d’équilibre territorial et rural français situé dans le département de l’Aisne, en région Hauts-de-France.

## Historique
Le Pays de Thiérache est à l'origine un syndicat mixte, créé par arrêté préfectoral du 20 juillet 2004, regroupant les 5 établissements publics de coopération intercommunale à fiscalité propre, dont la Région de Guise, la Thiérache d'Aumale, la Thiérache du Centre, les Portes de la Thiérache et le Pays des Trois Rivières,. Le syndicat inclut 159 communes au moment de sa création et a Jean-Pierre Balligand, député-maire de Vervins, pour président. Il a, entre autres, pour vocation de mener à bien le schéma de cohérence territoriale.
Le Pays de Thiérache correspondait à un pays selon la LOADDT dite Loi Voynet du 25 juin 1999, dont les termes ont été abrogées par la loi du no 2010-1563 du 16 décembre 2010 de réforme des collectivités territoriales.
Dans le cadre de la réforme des collectivités territoriales françaises, la loi de réforme des collectivités territoriales du 16 décembre 2010 et du schéma départemental de coopération intercommunale, adoptée en décembre 2011, la commune de Clermont-les-Fermes est intégrée, le 1er janvier 2014, à la communauté de communes des Portes de la Thiérache. Le syndicat inclut désormais 160 communes regroupée dans les 5 établissements publics de coopération intercommunale à fiscalité propre.
Après les élections municipales et communautaires de 2014, Thierry Verdavaine, maire de Saint-Michel, succède à Jean-Pierre Balligand à la tête du syndicat.
Le Pays de Thiérache est transformée en pôle d’équilibre territorial et rural par arrêté préfectoral du 27 octobre 2014, après la création du statut en janvier 2014.
Dans le cadre des dispositions de la loi portant nouvelle organisation territoriale de la République (Loi NOTRe) du 7 août 2015, qui prévoit que les établissements publics de coopération intercommunale (EPCI) à fiscalité propre doivent avoir un minimum de 15 000 habitants et du nouveau SDCI par arrêté du 30 mars 2016, le pôle d'équilibre territorial et rural a vu sa composition modifiée.
Au 1er janvier 2017, la communauté de communes de la Région de Guise et la communauté de communes de la Thiérache d'Aumale fusionnent pour former la communauté de communes Thiérache Sambre et Oise. Le Pays de Thiérache comprend 4 établissements publics de coopération intercommunale à fiscalité propre incluant 160 communes. Ce découpage est confirmé par arrêté préfectoral du 30 mai 2017.
Par arrêté préfectoral du 31 janvier 2017, la communauté de communes du Pays des Trois Rivières prend le nom de communauté de communes des Trois Rivières,.

## Composition

### EPCI
Le Pays de Thiérache regroupe 4 établissements publics de coopération intercommunale à fiscalité propre :
| Nom                      | Nature juridique       | Nombre de communes | Superficie (km2) | Population (2021) | Densité (hab./km2) |
| ------------------------ | ---------------------- | ------------------ | ---------------- | ----------------- | ------------------ |
| Thiérache du Centre      | Communauté de communes | 68                 | 722,10           | 25 949            | 36                 |
| Portes de la Thiérache   | Communauté de communes | 30                 | 257,20           | 6 729             | 26                 |
| Trois Rivières           | Communauté de communes | 26                 | 349,20           | 20 779            | 60                 |
| Thiérache Sambre et Oise | Communauté de communes | 36                 | 329,30           | 16 499            | 50                 |

### Communes
Le Pays de Thiérache inclut 160 communes regroupées dans les 4 établissements publics de coopération intercommunale à fiscalité propre :
1. Aisonville-et-Bernoville
2. Any-Martin-Rieux
3. Archon
4. Aubenton
5. Audigny
6. Les Autels
7. Autreppes
8. Bancigny
9. Barzy-en-Thiérache
10. Beaumé
11. Bergues-sur-Sambre
12. Berlancourt
13. Berlise
14. Bernot
15. Besmont
16. La Bouteille
17. Boué
18. Braye-en-Thiérache
19. Brunehamel
20. Bucilly
21. Buire
22. Buironfosse
23. Burelles
24. La Capelle
25. Chaourse
26. Chéry-lès-Rozoy
27. Chevennes
28. Chigny
29. Clairfontaine
30. Clermont-les-Fermes
31. Coingt
32. Colonfay
33. Crupilly
34. Cuiry-lès-Iviers
35. Dagny-Lambercy
36. Dizy-le-Gros
37. Dohis
38. Dolignon
39. Dorengt
40. Effry
41. Englancourt
42. Éparcy
43. Erloy
44. Esquéhéries
45. Étréaupont
46. Étreux
47. Fesmy-le-Sart
48. La Flamengrie
49. Flavigny-le-Grand-et-Beaurain
50. Fontaine-lès-Vervins
51. Fontenelle
52. Franqueville
53. Froidestrées
54. Gercy
55. Gergny
56. Grandrieux
57. Grand-Verly
58. Gronard
59. Grougis
60. Guise
61. Hannapes
62. Harcigny
63. Hary
64. Haution
65. Hauteville
66. La Hérie
67. Le Hérie-la-Viéville
68. Hirson
69. Houry
70. Housset
71. Iron
72. Iviers
73. Jeantes
74. Laigny
75. Landifay-et-Bertaignemont
76. Landouzy-la-Cour
77. Landouzy-la-Ville
78. Lavaqueresse
79. Lemé
80. Lerzy
81. Leschelle
82. Lesquielles-Saint-Germain
83. Leuze
84. Lislet
85. Logny-lès-Aubenton
86. Lugny
87. Luzoir
88. Macquigny
89. Malzy
90. Marfontaine
91. Marly-Gomont
92. Martigny
93. Mennevret
94. Molain
95. Monceau-le-Neuf-et-Faucouzy
96. Monceau-sur-Oise
97. Mondrepuis
98. Montcornet
99. Montloué
100. Mont-Saint-Jean
101. Morgny-en-Thiérache
102. Nampcelles-la-Cour
103. Neuve-Maison
104. La Neuville-Housset
105. La Neuville-lès-Dorengt
106. Noircourt
107. Le Nouvion-en-Thiérache
108. Noyales
109. Ohis
110. Oisy
111. Origny-en-Thiérache
112. Papleux
113. Parfondeval
114. Petit-Verly
115. Plomion
116. Prisces
117. Proisy
118. Proix
119. Puisieux-et-Clanlieu
120. Raillimont
121. Renneval
122. Résigny
123. Ribeauville
124. Rocquigny
125. Rogny
126. Romery
127. Rougeries
128. Rouvroy-sur-Serre
129. Rozoy-sur-Serre
130. Sains-Richaumont
131. Saint-Algis
132. Saint-Clément
133. Saint-Gobert
134. Saint-Martin-Rivière
135. Saint-Pierre-lès-Franqueville
136. Saint-Michel
137. Sainte-Geneviève
138. Soize
139. Sommeron
140. Sorbais
141. Le Sourd
142. Thenailles
143. Le Thuel
144. Tupigny
145. Vadencourt
146. La Vallée-au-Blé
147. La Vallée-Mulâtre
148. Vaux-Andigny
149. Vénérolles
150. Vervins
151. Vigneux-Hocquet
152. La Ville-aux-Bois-lès-Dizy
153. Villers-lès-Guise
154. Vincy-Reuil-et-Magny
155. Voharies
156. Voulpaix
157. Wassigny
158. Watigny
159. Wiège-Faty
160. Wimy

## Représentation

### Liste des présidents
La liste ci-dessous recense le nom des présidents du syndicat puis du pôle d’équilibre territorial et rural :
| Période         | Période        | Identité              | Étiquette | Qualité |
| --------------- | -------------- | --------------------- | --------- | --- |
| juillet 2004    | juin 2014      | Jean-Pierre Balligand | PS        | Conseiller général de Vervins (1979-2015) Président du conseil général de l'Aisne (1998-2001) Maire de Vervins (1983-2013) Député de l'Aisne (1981-2012) |
| juin 2014       | septembre 2020 | Thierry Verdavaine    | DVG       | Maire de Saint-Michel (depuis 2008) |
| septembre 2020, | En cours       | Olivier Cambraye      | SE        | Maire de Dorengt (2014 →) Président de la CC de la Thiérache du Centre (2020 →)                                                                          |

### Les élus
Le Pays de Thiérache est composé de 15 délégués communautaires, choisis au sein des établissements publics de coopération intercommunale à fiscalité propre. Lors du renouvellement des conseils municipaux en mars 2014, ce bureau a choisi en juin 2014, Thierry Verdavaine, délégué des Pays des Trois Rivières et maire de Saint-Michel, comme président et a désigné ses 4 vice-présidents qui sont : 
1. Thierry Thomas, délégué de la Thiérache du Centre et maire de Boué, 1er vice-président.
2. Jacques Maillard, délégué de la Région de Guise et conseiller municipal de Romery[13] et la communauté de communes de la Thiérache d'Aumale, 2e vice-président.
3. Patrick Dumon, président de la Thiérache d'Aumale et adjoint du maire d'Étreux, 3e vice-président[13].
4. Pierre Didier, président des Portes de la Thiérache, 4e vice-président.

À l'issue du renouvellement des conseils municipaux en mars et juin 2020, le bureau a choisi en septembre 2020, Olivier Cambraye, maire de Dorengt, délégué et président de la Thiérache du Centre, comme président et a désigné ses 3 vice-présidents :
1. Patrick Dumon, délégué de la Thiérache Sambre et Oise et adjoint du maire d'Étreux.
2. Michel Landerieux, délégué des Trois Rivières et maire d'Ohis.
3. Jean-François Pagnon, président des Portes de la Thiérache et maire de Brunehamel.